# スペアミント

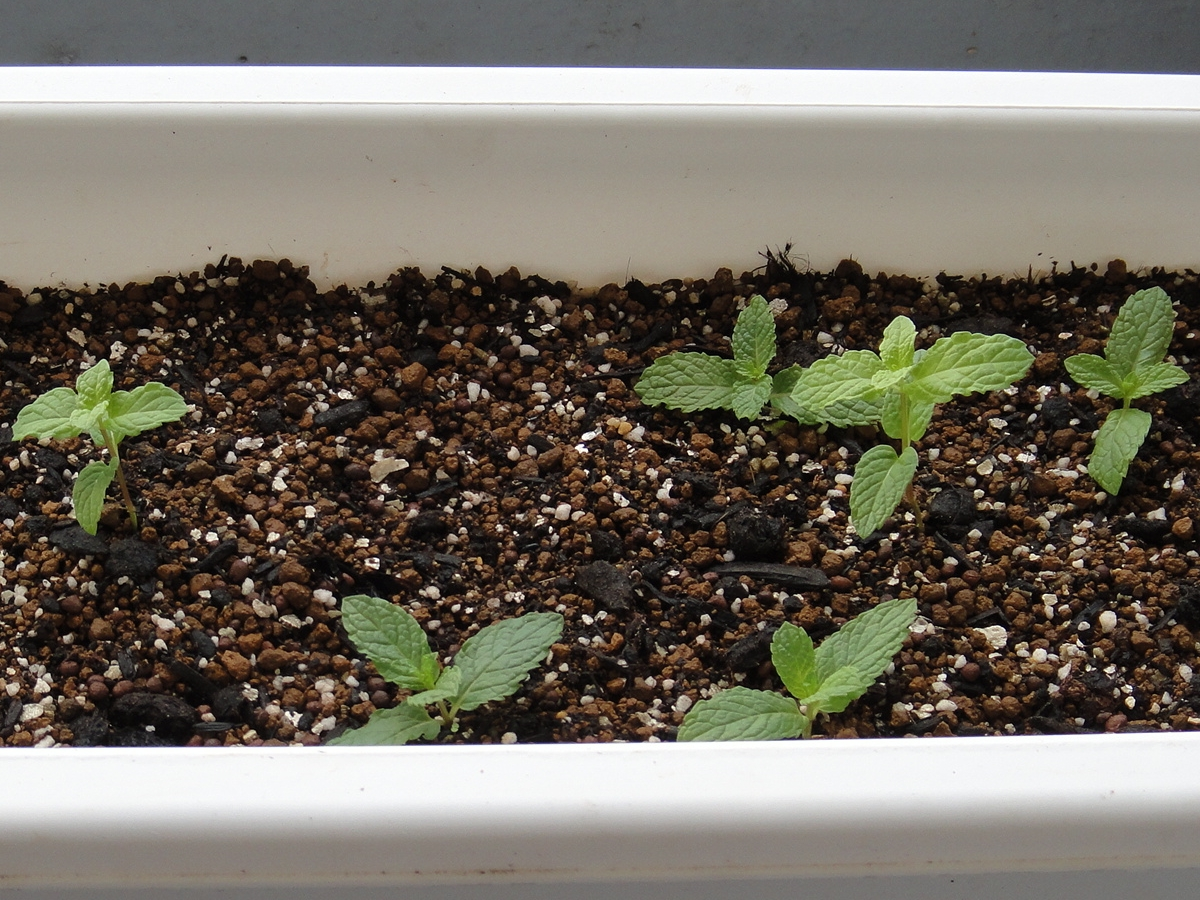
スペアミント

スペアミント（英語: spearmint）はハッカ属の植物である。また、標準和名オランダハッカ（学名: Mentha spicata 'Crispa'）の別名。古くからハーブとして用いられている。ペパーミントよりもハーブとして用いられた歴史は古い。聖書でハッカとされている植物はスペアミントの一種ともされるナガバハッカ（Mentha longifolia）とされている。なお、ペパーミントはスペアミントとウォーターミント（M. aquatica）の交配種とされている。
Mentha spicata はリンネの『植物の種』(1753年) で記載された植物の一つである。

## 特徴
地中海沿岸の原産で、ヨーロッパ各国やアメリカ合衆国のインディアナ州やミシガン州で栽培されている。日本でも北海道の北見地方で精油を目的とした栽培が行われている。
多年生草本で、冬期は地上部が枯れる。草丈30 - 60センチメートル (cm) 程度で、ペパーミントよりも低い。株は全体的に無毛である。葉は短い葉柄がついて対生し、葉身は槍の穂先のような形（spearの由来である）の長楕円形で、長さは5 cm、葉縁にのこぎりの刃のような形の鋸歯がある。葉脈はペパーミントと比較するとあまりはっきりしない。花期は夏から秋にかけて（6 - 8月ごろ）。茎の先端に長さ5 cm程度の花穂（学名のspicata「穂状の」の由来）を伸ばし、そこに白から淡紫色の花を多数つける。花穂はペパーミントよりも細長い。不稔性であることが多く、地下茎により栄養繁殖する。

## 分類
スペアミントと呼ばれる植物には以下のようなものがある。
- Mentha spicata（シノニム: M. viridis）：ミドリハッカ、オランダハッカ。全草が濃緑色であることからミドリハッカ、また日本には江戸時代にオランダから伝来したことからオランダハッカと呼ばれる。また後述のスコッチ種に対しネイティブ種と呼ばれる。
- M. spicata var. crispa：チリメンハッカ、カーリーミント（curly mint）。葉が縮れていることから縮緬薄荷、curly mintと呼ばれる。
- w:Mentha × gracilis（シノニム: M. × gentilis または M. cardiaca）：ジンジャーミント、スコッチ種と呼ばれる栽培種でM. spicataとコーンミント M. arvensisとの交配種とされる。葉と茎の間から短い花穂が多数出る点がM. spicataと異なる。
- M. longifolia（シノニム: M. silvestris）：ナガバハッカ、ケハッカ、ホースミント。葉に毛がある。

しかしハッカ属は交雑しやすいこと、形質の遺伝が不安定であることから形態のみからの正確な分類は困難である。M. longifoliaはM. viridisの一変種であるとする主張もある。

## オランダハッカ
オランダハッカ（学名: Mentha spicata 'Crispa'）はシソ科ハッカ属の多年草の1種。ヨーロッパ原産。別名、チリメンハッカ、スペアミント、カーリーミントの名でもよばれる。中国名は、皺葉留薄荷。無毛で葉先が鈍い無柄の葉と、隙間のない花穂などが特徴。
全草に独特の香りがあり、ほとんど無毛である。茎は4稜があり、草丈は30 - 50センチメートル (cm) になる。葉は無柄で、葉身は先が鈍く、基部が円形から浅いハード形になり、葉縁に低い鋸歯がある。葉面はやや光沢があり、葉脈が細脈まで凹んで皺のようになる。
花期は夏。花序は10個ほどの花が輪生状に密集してつく花輪となり、花輪と花輪の間は連続して境目は不明瞭である。包葉は小さくて目立たない。ひとつの花には短い柄があり、萼はほぼ無毛で先が5裂し、裂片は三角形である。花冠は淡紫色から淡紅紫色、あるいは白色で、深く4裂する。雄蕊は4個、雌蕊は1個で、共に花口よりも長く突き出す。果実（分果）は球形で光沢がない淡褐色。
日本では江戸時代の『草木図説』に図の記載があり、白井光太郎著『植物渡来考』（1929年）によると、「日本へは文政年中宇田川玄真・大槻玄沢の建言によりオランダより盆栽をとりよせて移植…」とある。現在は日本全国に帰化しており、特に九州に多いといわれる。

## 用途
ハーブとしてそのまま葉を料理や紅茶や菓子などに添えて用いたり、香料や入浴剤にも使われる。また精油を採取し、甘く爽やかな香りはチューインガムや歯磨き粉のフレーバーに用いる。

## 栽培
主要な産地はアメリカ合衆国の五大湖沿岸西部（ミッドウエスト）および太平洋岸北部（ファーウエスト）である。アメリカにスペアミントを運んだのはピルグリム・ファーザーズであるとされているが、大規模な栽培はチューインガムなどの用途が開発されてから行われるようになった。最も精油の品質が良いとされる開花直前に地上部を刈り取って、水蒸気蒸留による精油の生産に用いられる。実生は親株とは異なる形質を持つことがしばしばあるため、増殖は地下茎の株分けにより行う。

### 栽培品種
スペアミントの栽培種としてはネイティブ種とスコッチ種があるが、ネイティブ種は霜害などに強い反面、香味の質や精油の含有量の点ではスコッチ種に劣る。そのため現在アメリカで栽培されているのはほとんどがスコッチ種である。葉や茎の色、葉の形にかなり変異があり、葉がちりめん状になるものは江戸時代後期にオランダから入ったことから、オランダハッカまたはチリメンハッカとよばれている。

## 精油
スペアミント精油はアメリカで年間約2000トンの生産量がある。植物体に対する精油の収率は0.6 - 0.7%である。主な成分は（R）-l-カルボンで60 - 70%程度を占め、次いで（R）-l-リモネンが多く10 - 20%を占める。リモネンは柑橘類から得られるものとはエナンチオマーの関係であるので、その供給源としても重要である。その他に、ピネン、フェランドレンが含まれている。